# Medford (Massachusetts)
Pour les articles homonymes, voir Medford.
Medford est une ville située dans le comté de Middlesex (Massachusetts), aux États-Unis. Elle est située sur les bords de la Mystic River, cinq miles au nord-ouest du centre de Boston. Medford héberge l'université Tufts. Il y a près de 57 170 habitants.

## Histoire

### Période coloniale
Medford a été fondée en 1630 comme faubourg de Charlestown, Thomas Dudley lui donnant le nom de Mistick (qu'elle conservera plusieurs décennies durant), alors que ses habitants l'appelaient Meadford. En 1634, les terres au nord de la rivière Mystic devinrent propriété du gouverneur Matthew Cradock ; de l'autre côté de la rivière se tenait la ferme de Ten Hills, qui appartenait à John Winthrop, gouverneur de la colonie de la Baie de Massachusetts. Le toponyme est peut-être descriptif (meadow by the ford, soit « prairie au gué »), ou désigne peut-être deux localités anglaises que l'endroit rappelait à  Cradock : le hameau de Mayford ou Metford dans le Staffordshire près de Caverswall, ou la paroisse de Maidford ou Medford (auj. Towcester, dans le Northamptonshire).
En 1637, on jeta un premier pont à péage à travers la Mystic, à l'emplacement de l'actuel pont Cradock, qui prolonge Main Street jusque dans Medford Square. Il allait constituer l'unique point de passage jusqu'en 1787, ce qui en fit une route importante pour le commerce depuis le Nord vers Boston (quoiqu'il y eût aussi des bacs). Ce pont sera reconstruit en 1880 puis en 1909.
Jusqu'en 1656, tout le nord de Medford était propriété de Cradock, de ses héritiers, ou d’Edward Collins ; Medford était administrée comme un domaine agricole. Avec l'allotissement des terres entre un nombre croissant de propriétaires, les habitants commencèrent à se concerter sans en référer au conseil municipal de Charlestown. En 1674, ils élurent un conseil de syndics, puis en 1684 le conseil colonial leur octroya le droit de lever une taxe localement, et en 1689, la communauté put nommer un représentant au conseil colonial de Massachusetts. La ville édifia son premier temple en 1690, puis une maison commune en 1696.

### DuXVIIIeauXIXesiècle
Les champs au sud de Mystic River étaient désignés comme Mistick Field : Charlestown en transféra la propriété, ainsi que celle des forêts de Middlesex Fells et le domaine de Woburn (auj. Winchester), à Medford en 1754. Plus tard, des terrains de Medford furent restitués à Charlestown (1811), Winchester (1850, "Upper Medford"), et à Malden (1879),.
La population de Medford, de 230 habitants en 1700, passa à 1 114 habitants en 1800, puis après 1880, elle s'accrut plus rapidement, atteignant 18 244 habitants en 1900. La fragmentation de la propriété foncière se poursuivit ce qui favorisa le décollage d'un marché de l'immobilier et le développement du commerce à partir des années 1840 ; les services publics (écoles, police, poste) et le progrès technique (chemin de fer, éclairage au gaz, télégraphe, électrification) accompagnaient l'accroissement de la population. L'Université Tufts reçut ses premiers statuts en 1852 et sa faculté de théologie (Crane School) fut inaugurée en 1869.
Medford reçut le statut de cité en 1892 et devint un bastion industriel de l'état grâce à ses briqueteries, ses distilleries de rhum, ses biscuiteries et ses ateliers navals de clippers,.

### Développement des Transports
Au cours du XVIIe siècle, il n'y avait qu'une poignée de rues (High Street, Main Street, Salem Street, la route de Stoneham, et South Street) ; ce réseau n'amorça son développement qu'au cours du siècle suivant. Les coches de la Medford Turnpike Company devinrent publics en 1803 : limitée d'abord à la desserte de Mystic Avenue, cette compagnie desservait toute la ville dès 1866. La société des diligences d’Andover Turnpike Co. avait vu le jour en 1805 : elle desservait Forest Street à Fellsway West et Medford en 1830.
Les autres grandes infrastructures commerciales de transport étaient alors le Canal de Middlesex (1803), la ligne de chemin de fer Boston and Lowell Railroad à West Medford dans les années 1830, puis la gare du Boston and Maine Railroad à Medford Centre en 1847.
Le tramway à chevaux commença à desservir Somerville et Charlestown en 1860. Le tramway  passa aux mains de diverses compagnies, et fut électrifié à la fin des années 1890, avec la mise en service du trolley à destination d'Everett et de centre de Boston. Les tramways cédèrent la place aux bus au XXe siècle. L'autoroute Interstate 93 a été aménagée entre 1956 et 1963.

## Médias

### Journaux
- Medford Transcript
- Medford Daily Mercury

### Télévision
- Medford Community Cablevision, Inc.
- Medford Cable News
- Medford Patch, publié par AOL Inc.
- Made In Medford

## Espaces verts et sportifs
Morrison Park est un parc de Medfort se situant dans la  Linwood Street.
Il y a aussi plusieurs terrains de tennis.

## Personnalités liées à la ville
- Le Dr John Brooks, héros de la Guerre d'Indépendance et gouverneur de l’État de 1812 à 1823
- Amelia Earhart a habité à Medford lorsqu’elle était assistante sociale, en 1925.
- George Luther Stearns, est un industriel philanthrope, comptant au nombre des Secret Six de John Brown.
- Elizabeth Short, la victime de l’Affaire du Dahlia noir, née dans le quartier de Hyde Park, à l'extrémité sud de Boston, grandit à Medford avant de tenter sa chance à Hollywood.
- L'exécution de Joe Notarangeli par le gang de Winter Hill a eu lieu dans le café Pewter Pot (aujourd'hui Lighthouse Café) à Medford Square[14].
- Michael Bloomberg, homme d'affaires et philanthrope, fondateur de Bloomberg L.P., a fréquenté le collège de Medford et y a résidé jusqu'à sa licence obtenue à l'université Johns Hopkins[15].
- Mary Kenney O'Sullivan, leader syndicaliste américaine

## Galerie photographique

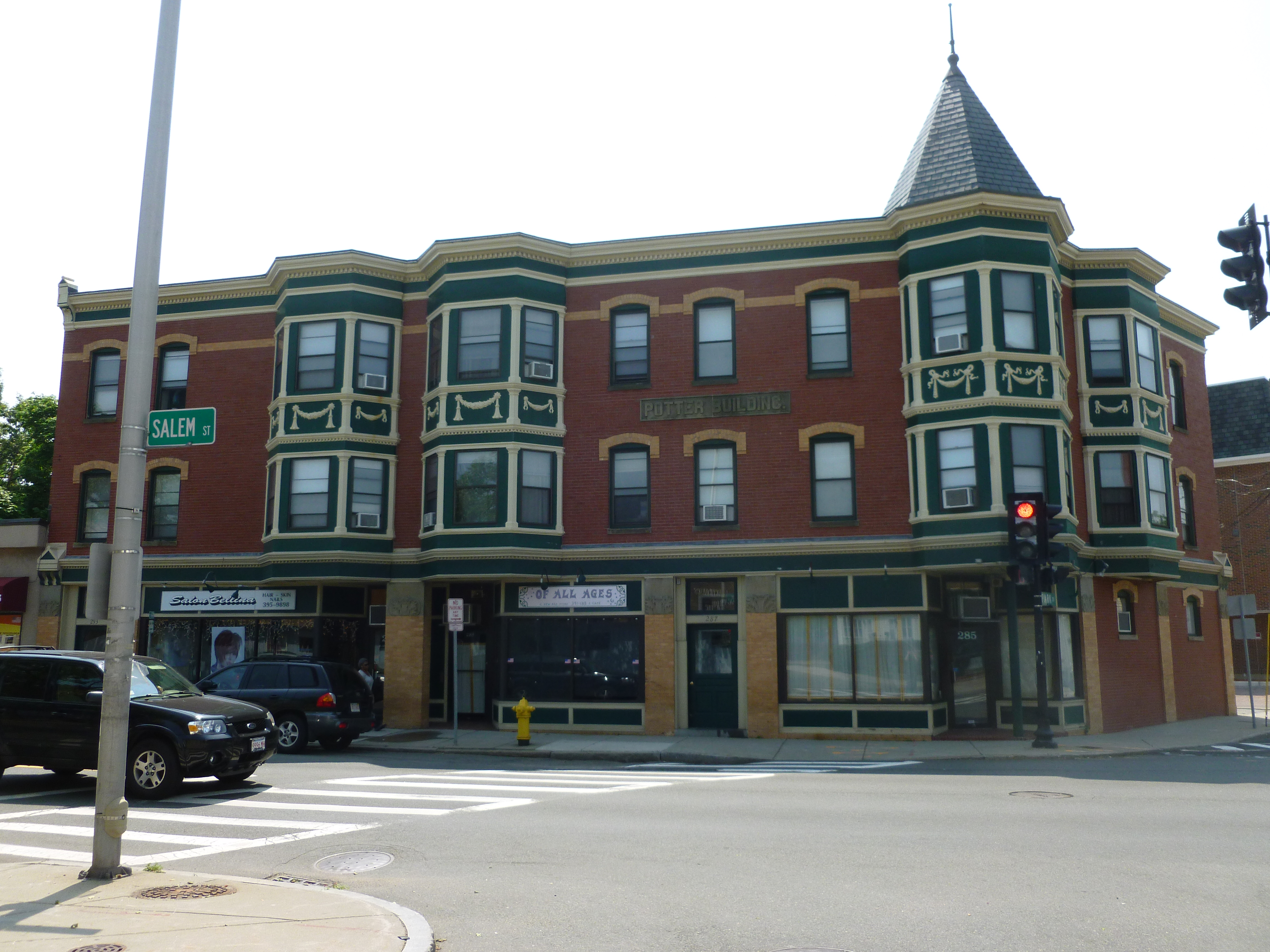
Potter Building; Medford, MA
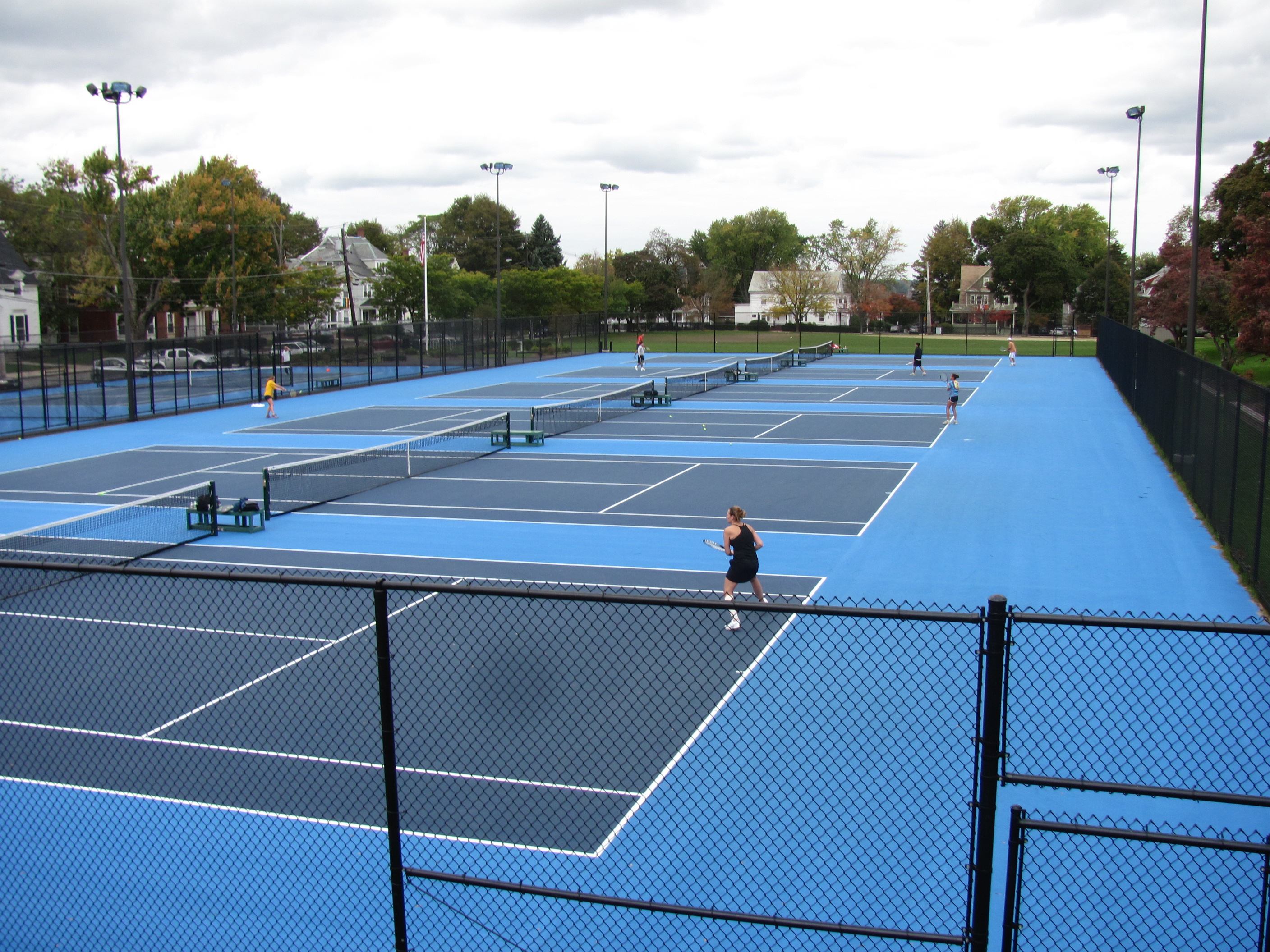
Tennis Courts, Tufts University, Medford MA
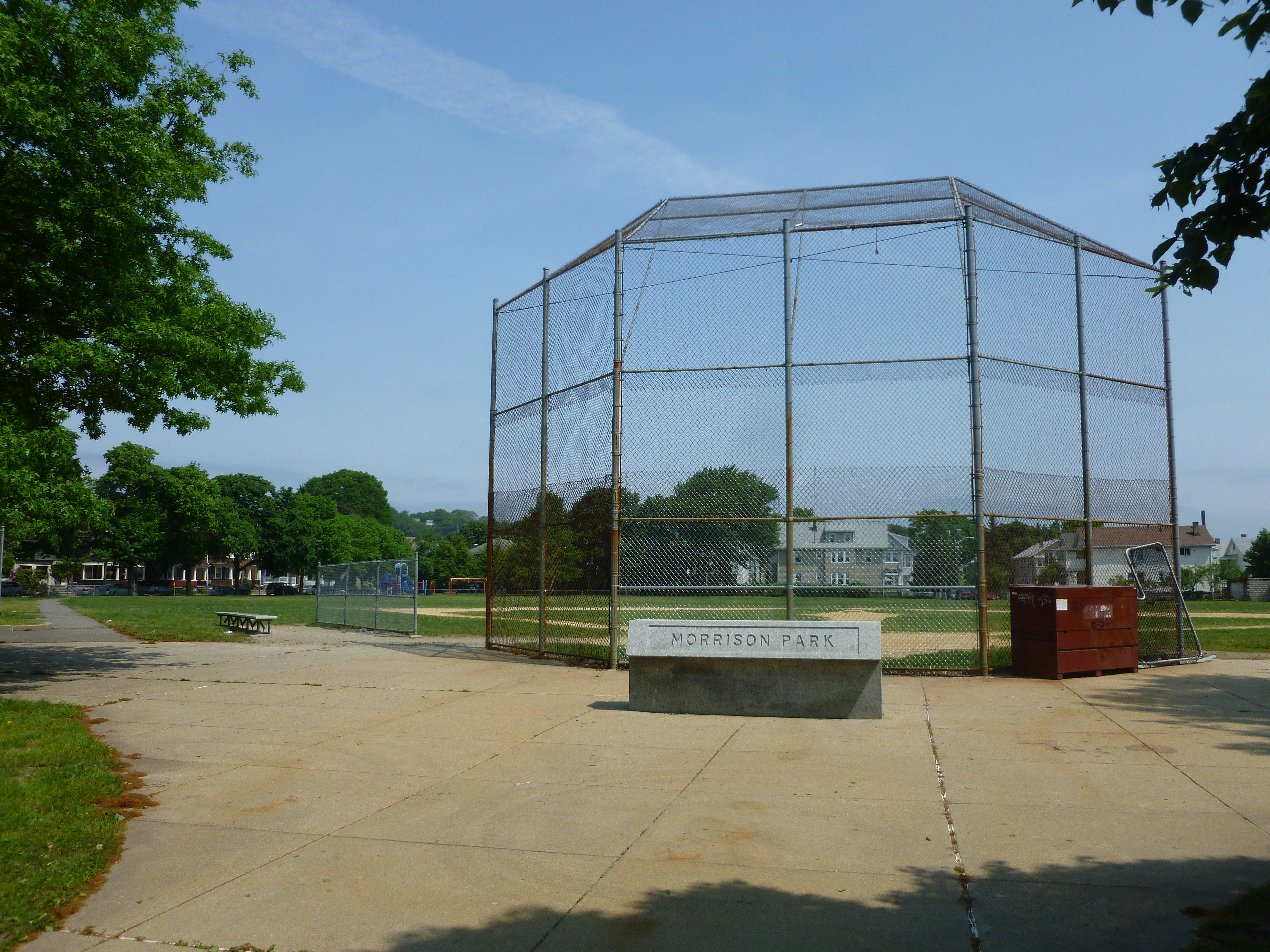
Morrison Park; Medford, MA

## Source
- (en) Cet article est partiellement ou en totalité issu de l’article de Wikipédia en anglais intitulé « Medford, Massachusetts » (voir la liste des auteurs).

1. ↑  History of the Town of Medford, p. 30
2. ↑  History of the Town of Medford, p. 39
3. 1 2  History of Middlesex County, p. 158
4. 1 2  Jarret Bencks, « Cradock Bridge to Be Replaced in 2012 or 2013 - Medford, MA Patch », sur Medford.patch.com, AOL Inc., 27 octobre 2011 (consulté le 20 mars 2012)
5. 1 2  Medford Historical Society
6. ↑  Medicalhistorical.org
7. ↑  History of the Town of Medford, p. 5
8. 1 2 3 4 5 6 7 8  Medfordhistorical.org
9. ↑  United States census
10. ↑  Medford.org
11. ↑  Hall Gleason, Old Ships and Ship-Building Days of Medford, Medford, MA, J.C. Miller, 1937, p. 76
12. ↑  History of the Town of Medford, "Roads" chapter.
13. ↑  Bostonroads.com
14. ↑  D'après Dick Lehr et Gerard O'Neill, Black Mass : The Irish Mob, the Boston FBI and a Devil's Deal, Public Affairs Press, 2000, 400 p. (ISBN 978-1-891620-40-9 et 1-891620-40-1)
15. ↑  -, « New Michael Bloomberg biography takes a few jabs at Medford », The Boston Globe,‎ 12 octobre 2009 (lire en ligne)